# Blade II
Blade II je vampirski film pušten u kina 2002. godine. U režiji Guillerma del Tora po scenariju Davida Goyera, Wesley Snipes vraća se u ulozi Bladea, polučovjeka i poluvampira, kojemu ne smeta danja svjetlost, te koji se bori protiv vampira za preživljavanje i sigurnost ljudske rase (viđen je na filmskom platnu prvi put u istoimenom filmu 1998.). U ovom filmu Blade i vampiri suočeni su s novom pošašću: "reaperima", mutiranim vampirima koji se pretvaraju u čudovišta koja se hrane čak i drugim vampirima, a čiji ugriz pretvara i ljude i vampire u nove "reapere". Film je snimljen na budžetu od 54 milijuna američkih dolara, a u kinima je zaradio 155 mil. Drugi je u trilogiji o Bladeu; treći film je Blade: Trojstvo iz 2004.

## Radnja
Među vampirima nastao je novi strah - virus zvan "reaper". Radi se o mutaciji običnog virusa. Vampiri-reaperi čudovišna su bića s gotovo životinjskom količinom razuma. Puno su izdržljiviji od običnih vampira, nemaju mnoge tipične vampirske slabosti, te imaju nevjerojatan apetit koji će zadovoljiti ne samo ljudima nego čak i običnim vampirima. Također, ljudi i vampiri koji preživljavaju napad reapera i sami postaju reaperi. Vampirski vladar Eli Damaskinos (glumi Thomas Kretschmann) odlučuje da je zaustaviti širenje reaperovske mutacije najbolje tako da se ubije prvog reapera, Jareda Nomaka (glumi Luke Goss). Stoga šalje članove svojeg specijalnog tima, "Bloodpacka", koji je prvotno bio namijenjen za lov na Bladea, da sklope primirje s Bladeom i ujedine napore za pobjeđivanje Nomaka. Bladeov stari drug, Abraham Whistler (glumi Kris Kristofferson), oslobođen je iz vampirskog zatočeništva, te se pridružuje Bladeu zajedno s Bladeovim novim pomoćnikom, Scudom (glumi Norman Reedus).
Bloodpack predvodi Reinhardt (glumi Ron Pearlman), rasistički vampir, ljut jer mu je zabranjeno da ubije Bladea. Drugi članovi su Nyssa, kćer Elija Damaskinosa (glumi Leonor Varela), Asad, Snjegović, Chupa, Svećenik, Lighthammer i Verlaine. Reinhardt se sukobi s Bladeom; Blade mu pritom u šiju umeće eksploziv da bi ga natjerao na suradnju. Vampiri kreću u lov na reapere u vampirski noćni klub, dok Whistler ostaje na vrhu zgrade kao snajperist, a Scud je tehnička podrška u parkiranom kombiju. Reaperi predviđeno napadaju vampire u klubu, te se Blade i Bloodpack sukobljavaju s njima. Pritom je u pucnjavi ubijeno mnogo vampira-partijanera, dok su reaperi imuni na srebrne metke. Reaperi ugrizu Svećenika i Lighthammera. Svećenik je eutanaziran, ali Lighthammer sakriva ugriz pred svojom curom Verlaine. Scuda zamalo ubiju vampiri, koje u zadnji čas otjera ultraljubičastim lampama na kombiju. Blade se u međuvremenu bori s Nomakom u napuštenoj crkvi. Nomak mu prvo ponudi savezništvo, ali Blade ga odbije. U cik zore, Nomak bježi pred sunčevim zrakama a Blade dolazi na mjesto susreta. Pritom govori Nyssi zasto je Jared nije ozlijedio. Svećenik biva ugrižen od strane reapera koji je zadobio u borbi.